# Albin Zollinger
Albin Zollinger (* 24. Januar 1895 in Zürich; † 7. November 1941 in Zürich) war ein Schweizer Schriftsteller.

## Leben
Albin Zollinger war der Sohn eines Feinmechanikers. Er wuchs in Rüti ZH und in Argentinien auf, wo sich seine Eltern vergeblich eine neue Existenz aufbauen wollten. Er besuchte das Küsnachter Lehrerseminar und erhielt nach vielen Stellenwechseln in Oerlikon eine feste Anstellung, die er bis zu seinem Tod behielt. 1921 erschien sein erster Roman.
Alles, was Zollinger schrieb – Romane, Erzählungen, Gedichte, Aufsätze, Artikel, Rezensionen, Briefe – entstand neben seiner Arbeit als Lehrer, dem Aktivdienst, öffentlichen Engagements im Schweizerischen Schriftstellerverband, seiner Arbeit als verantwortlicher Redaktor zunächst bei der Berner Kulturzeitschrift Die Zeit, dann beim Wochenblatt Die Nation und trotz familiärer Krisen und seiner Depressionen. Seine Ehe wurde nach wenigen Jahren geschieden.
Bevorzugt schrieb er in Zürcher Kaffeehäusern, wohin er jeweils von Oerlikon nach der Schule mit dem Tram fuhr. In den 1930er Jahren war dies vor allem das Café Terrasse, wo er oft mit dem Literaturprofessor Fritz Ernst, dem Literaturkritiker Bernhard Diebold, seinem Freund Traugott Vogel oder Rudolf Jakob Humm zusammentraf. Auch mit Ludwig Hohl war er befreundet.
Drei Wochen vor seinem Tod im Alter von 46 Jahren begegnete Zollinger auf dem Pfannenstiel dem jungen Schriftsteller Max Frisch, der diese Begegnung in seinem Tagebuch 1946–1949 festhielt.
Zollinger ist in einem Ehrengrab auf dem Friedhof Nordheim bestattet. Sein Nachlass wird von der Zentralbibliothek Zürich verwaltet. In Oerlikon gibt es seit 1980 einen Albin-Zollinger-Platz.

## Werke
- Die Gärten des Königs. Roman, 1921
- Der Kunstreiche Maler. 1923
- Der halbe Mensch. Roman. 1929
- Gedichte. 1933
- Sternfrühe. Gedichte. 1936.
- Stille des Herbstes. Gedichte. 1939.
- Haus des Lebens. Gedichte. 1939.
- Die große Unruhe. Roman. 1939.
- Pfannenstiel. Die Geschichte eines Bildhauers. Roman. 1940. Neuausgabe Hofenberg, Berlin 2019, ISBN 978-3-7437-3332-9.
- Bohnenblust oder Die Erzieher. Roman. 1941.
- Der Fröschlacher Kuckuck. Leben und Taten einer Stadt in zwanzig Abenteuern. 1941.